# Jim Fahey
Jim Fahey (né le 11 mai 1979 à Boston dans l'État du Massachusetts aux États-Unis) est un joueur professionnel américain de hockey sur glace. Il évoluait au poste de défenseur.

## Biographie
Repêché par les Sharks de San José comme 212e joueur choisi lors du repêchage d'entrée dans la LNH 1998, il rejoint les Huskies de l'université du Nord-Est à la suite de son repêchage. Il joue quatre saisons avec l'équipe universitaire et connaît sa meilleure saison en 2001-2002, alors qu'il réalise 46 points (14 buts et 32 aides) en 39 parties et fait partie des joueurs en nomination pour le trophée Hobey Baker, trophée remis au meilleur joueur de hockey sur glace dans la NCAA, mais cet honneur reviendra finalement à Jordan Leopold, joueur de l'université du Minnesota.
Il commence sa carrière professionnelle en 2002-2003 et partage cette saison entre les Sharks dans la LNH et les Barons de Cleveland dans la LAH. Il a pris part à 43 parties avec les Sharks durant cette saison et réalise 20 points. Il a participé au championnat du monde de 2003 avec l'équipe des États-Unis, tournoi qui s'est conclut par une 13e place. 
Peu avant le début de la saison 2006-2007, les Sharks l'échangent aux Devils du New Jersey en compagnie d'Aleksandr Koroliouk contre Vladimir Malakhov et un choix de premier tour en 2007. Durant l'été 2007, il signe comme agent libre avec les Blackhawks de Chicago, mais passe toute la saison dans la LAH avec les IceHogs de Rockford.
En 2008, il quitte pour l'Allemagne en signant avec les Krefeld Pinguine et  joue deux saisons avec cette équipe. Il signe en 2010 avec les Thomas Sabo Ice Tigers, mais peu de temps après, son contrat est rompu à la demande du joueur pour des raisons personnelles.

## Statistiques
| Saison     | Équipe                  | Ligue       |     | Saison régulière | Saison régulière | Saison régulière | Saison régulière | Saison régulière |   | Séries éliminatoires | Séries éliminatoires | Séries éliminatoires | Séries éliminatoires | Séries éliminatoires |
| Saison     | Équipe                  | Ligue       | PJ  | B                | A                | Pts              | Pun              | PJ               | B | A                    | Pts                  | Pun                  |                      |                      |
| 1998-1999  | Huskies de Northeastern | Hockey East | 32  | 5                | 13               | 18               | 34               | -                | - | -                    | -                    | -                    |                      |                      |
| 1999-2000  | Huskies de Northeastern | Hockey East | 36  | 3                | 17               | 20               | 62               | -                | - | -                    | -                    | -                    |                      |                      |
| 2000-2001  | Huskies de Northeastern | Hockey East | 36  | 4                | 23               | 27               | 48               | -                | - | -                    | -                    | -                    |                      |                      |
| 2001-2002  | Huskies de Northeastern | Hockey East | 39  | 14               | 32               | 46               | 50               | -                | - | -                    | -                    | -                    |                      |                      |
| 2002-2003  | Barons de Cleveland     | LAH         | 25  | 3                | 14               | 17               | 42               | -                | - | -                    | -                    | -                    |                      |                      |
| 2002-2003  | Sharks de San José      | LNH         | 43  | 1                | 19               | 20               | 33               | -                | - | -                    | -                    | -                    |                      |                      |
| 2003-2004  | Sharks de San José      | LNH         | 15  | 0                | 2                | 2                | 18               | 2                | 0 | 0                    | 0                    | 0                    |                      |                      |
| 2003-2004  | Barons de Cleveland     | LAH         | 32  | 1                | 18               | 19               | 64               | -                | - | -                    | -                    | -                    |                      |                      |
| 2004-2005  | Barons de Cleveland     | LAH         | 69  | 4                | 22               | 26               | 146              | -                | - | -                    | -                    | -                    |                      |                      |
| 2005-2006  | Sharks de San José      | LNH         | 21  | 0                | 2                | 2                | 14               | -                | - | -                    | -                    | -                    |                      |                      |
| 2006-2007  | Devils du New Jersey    | LNH         | 13  | 0                | 1                | 1                | 2                | -                | - | -                    | -                    | -                    |                      |                      |
| 2006-2007  | Devils de Lowell        | LAH         | 28  | 0                | 9                | 9                | 37               | -                | - | -                    | -                    | -                    |                      |                      |
| 2007-2008  | IceHogs de Rockford     | LAH         | 65  | 0                | 12               | 12               | 109              | 12               | 1 | 3                    | 4                    | 18                   |                      |                      |
| 2008-2009  | Krefeld Pinguine        | DEL         | 47  | 5                | 16               | 21               | 83               | 7                | 1 | 1                    | 2                    | 6                    |                      |                      |
| 2009-2010  | Krefeld Pinguine        | DEL         | 50  | 4                | 20               | 24               | 38               | -                | - | -                    | -                    | -                    |                      |                      |
| Totaux LAH | Totaux LAH              | Totaux LAH  | 219 | 8                | 75               | 83               | 398              | 12               | 1 | 3                    | 4                    | 18                   |                      |                      |
| Totaux DEL | Totaux DEL              | Totaux DEL  | 97  | 9                | 36               | 45               | 121              | 7                | 1 | 1                    | 2                    | 6                    |                      |                      |
| Totaux LNH | Totaux LNH              | Totaux LNH  | 92  | 1                | 24               | 25               | 67               | 2                | 0 | 0                    | 0                    | 0                    |                      |                      |

| Année | Compétition          |   | PJ | B | A | Pts | Pun       |  | Résultat |
| 2003  | Championnat du monde | 6 | 1  | 0 | 1 | 2   | 13e place |  |          |

## Trophées et honneurs personnels
- 1998-1999 : nommé dans l'équipe des recrues de Hockey East.
- 2000-2001 : nommé dans la deuxième équipe d'étoiles de Hockey East.
- 2001-2002 :
  - nommé dans la première équipe d'étoiles de la région Est de la NCAA.
  - nommé dans la première équipe d'étoiles de Hockey East.
  - finaliste pour le trophée Hobey Baker du meilleur joueur de hockey de la NCAA.